# Rusov (Ivanofrankivská oblast)
Rusov čili Rusiv (ukrajinsky Русів) je vesnice na západní Ukrajině v Ivanofrankivské oblasti v Kolomyjském rajónu. V roce 2001 měla vesnice 1119 obyvatel. První zmínka o vesnici pochází z roku 1443.